# Xenotrachea nivescens
Xenotrachea nivescens là một loài bướm đêm trong họ Noctuidae.